# Nocturnal (canción)
"Nocturnal" es una canción realizada por el dúo de DJ´s ingleses Disclosure, con la participación vocal del músico canadiense de R&B The Weeknd. La canción sirve como la primera pista (además de ser la más larga) del segundo álbum de estudio de Disclosure, Caracal, fue puesta a la venta el 25 de septiembre de 2015. La canción alcanzó el número 179 del conteo French Singles Chart, además del número 25 en el UK Dance Chart,  así como el número 16 en la lista Billboard Hot Dance/Electronic Songs, debido a las descargas digitales de Caracal.

## Lista de Sencillos
| Lanzamiento de iTunes |                                                        |          |  |
| N.º                   | Título                                                 | Duración |  |
| 1.                    | «Nocturnal» (featuring The Weeknd) (Disclosure V.I.P.) | 6:28     |  |

## Posicionamiento en listas
| Lista (2015)                              | Mejor posición |
| ----------------------------------------- | -------------- |
| US Hot Dance/Electronic Songs (Billboard) | 16             |
| UK Dance (Official Charts Company)        | 25             |
| France (SNEP)                             | 179            |